# Аггядук
Аггяду́к — гірська вершина у північно-східній частині Великого Кавказу. Знаходиться на півночі Азербайджану.